# Alberto Taveira Corrêa
Alberto Taveira Corrêa (Nova Lima, 26 de maio de  1950) é um bispo católico brasileiro. É o arcebispo emérito de Belém do Pará. Foi bispo auxiliar de Brasília e o primeiro arcebispo de Palmas.

## Biografia

### Estudos
Realizou seus primeiros anos de estudos no Grupo Escolar George Chalmers, em Nova Lima, onde cursou da 1ª à 4ª série. Frequentou o Seminário Coração Eucarístico de Jesus, em Belo Horizonte, onde completou sua formação. Estudou Filosofia e Teologia no Seminário Coração Eucarístico de Jesus e na Pontifícia Universidade Católica de Minas Gerais, em Belo Horizonte. No período de 1976 a 1977 realizou estudos em espiritualidade sacerdotal, no Instituto Mystici Corporis, do Movimento dos Focolares, em Frascati, Roma.

### Presbiterado
Alberto Taveira Corrêa recebeu a ordenação presbiteral no dia 15 de agosto de 1973, em Nova Lima, das mãos de Dom João Resende Costa, na Matriz de Nossa Senhora do Pilar.
Foi designado pároco da Paróquia de Nossa Senhora do Pilar, em Nova Lima, onde permaneceu até dezembro de 1977. No período de 1978 a 1984 foi reitor do Seminário Provincial Coração Eucarístico de Jesus em Belo Horizonte. Em 1985 foi nomeado Pároco da Paróquia de São Geraldo e responsável pelo acompanhamento dos diáconos da Arquidiocese de Belo Horizonte. Durante o ano de 1988 foi orientador do Seminário Menor São José. Na Arquidiocese de Belo Horizonte foi ainda vigário episcopal para a pastoral; coordenador da pastoral vocacional; coordenador dos cursos de canto pastoral; da comissão de liturgia. Foi pároco da Paróquia do Senhor Bom Jesus de Bonfim e da Paróquia de Santo Antônio de Vargem Alegre. Foi vigário forâneo da Forania São Caetano. Foi professor de liturgia na Pontifícia Universidade Católica de Minas Gerais.

### Episcopado
No dia 24 de abril de 1991, o Papa João Paulo II nomeou Alberto Taveira Corrêa bispo auxiliar da Arquidiocese de Brasília, com a sé titular de Sinípsa. Recebeu a ordenação episcopal no dia 6 de julho de 1991, em Nova Lima, das mãos de Dom João Resende Costa, SDB, do Cardeal Serafim Fernandes de Araújo e de Dom Arnaldo Ribeiro.
Em Brasília, assumiu a coordenação do Vicariato Sul da arquidiocese, além das diversas atividades de bispo auxiliar, especialmente as visitas pastorais, conselho Arquidiocesano de Pastoral e acompanhamento dos Seminários, Pastoral Vocacional, Comissão de Juventude, Pastoral Familiar e Campanha da Fraternidade. Desde a instalação da Rádio Nova Aliança, teve um programa diário “Palavra de vida eterna”, com o qual se estabeleceu uma grande rede de contatos com os diversos segmentos da vida de Brasília. A partir de 1991, tem acompanhado em nome da Arquidiocese de Brasília o Grupo Parlamentar Católico do Congresso Nacional. Por mandato da CNBB, foi indicado Bispo Assistente Nacional para a Renovação Carismática Católica permanecendo até 2000. Foi membro da Comissão Episcopal de Vocações e Ministérios do Conselho Episcopal Latino-Americano (CELAM).
No dia 27 de março de 1996, o Papa João Paulo II criou a Arquidiocese de Palmas e a Província Eclesiástica que tem como sufragância as Dioceses de Porto Nacional, Miracema do Tocantins e Tocantinópolis e a Prelazia de Cristalândia. Dom Alberto foi nomeado primeiro Arcebispo Metropolitano de Palmas.
Participou, como membro delegado pela Conferência Nacional dos Bispos do Brasil (CNBB), da Quinta Conferência Geral do Episcopado Latino-americano e do Caribe (2007). No dia 30 de dezembro de 2009 o Papa Bento XVI o nomeou arcebispo de Belém do Pará. Sua posse solene aconteceu no dia 25 de março de 2010. Aos 27 de outubro de 2012 o Papa Bento XVI o nomeou membro do Pontifício Conselho Cor Unum do Vaticano.
Ao longo de mais de 20 anos como bispo, Dom Alberto já ordenou mais de 200 sacerdotes, incluindo o Padre Fábio de Melo.
Atualmente, é vice-presidente regional da CNBB - Regional Norte II.

### Renúncia ao cargo de Arcebispo de Belém
Em março de 2025 surgiram os primeiros rumores que Dom Alberto renunciaria ao cargo de Arcebispo Metropolitano de Belém por chegar a idade máxima de 75 anos no mês de maio, como determina o Código de Direito Canônico, após a nomeação de Dom Júlio Endi Akamine como arcebispo coadjutor pelo Papa Francisco. Inicialmente, a Arquidiocese de Belém havia negado a informação, mas, em 21 de maio, foi realizada uma coletiva de imprensa com a chegada de Dom Júlio à Belém em um ato simbólico da passagem da imagem de Nossa Senhora de Nazaré ao coadjutor. Corrêa seguiu no cargo até a aprovação da carta de renúncia ao Papa Leão XIV, o que aconteceu no dia 6 de agosto.

## Controvérsias
Em agosto de 2020 surgiram denúncias de 4 ex-estudantes do Seminário São Pio X, da cidade de Ananindeua, na Região Metropolitana de Belém, sobre abusos cometidos pelo arcebispo entre 2010 e 2014, acusando Dom Alberto de usar suposta terapia para ‘curar’ a homossexualidade como pretexto para tocar seus corpos nus e promover abusos como testes à ‘tentação’ do sexo. O religioso em resposta as acusações divulgou um vídeo, no qual negou o que chamou de "falsas acusações de imoralidade". Denúncias sobre o caso foram encaminhadas ao Ministério Público do Pará e os procedimentos policiais tramitaram sob sigilo. Em janeiro de 2021, o Fantástico veiculou uma extensa reportagem sobre o caso.
Em novembro de 2022, a Arquidiocese de Belém divulgou um pronunciamento informando a conclusão das investigações do Ministério Público, bem como as investigações realizadas de forma paralela pela Santa Sé. O Ministério Público arquivou as denúncias ainda em 2021, por falta de provas. O processo canônico movido pela Santa Sé concluiu não haver qualquer indício de culpabilidade. No pronunciamento, Dom Alberto pede que os fiéis "rezem pelas pessoas que utilizaram de tamanha maldade contra nossa Igreja".

## Ordenações episcopais
Dom  Alberto Taveira Corrêa foi o celebrante da ordenação episcopal de:
- Philip Eduard Roger Dickmans (2008)
- Romualdo Matias Kujawski (2008)
- Teodoro Mendes Tavares (2011)
- Irineu Roman, C.S.I. (2014)
- Antônio de Assis Ribeiro, S.D.B. (2017)
- Paolo Andreolli, S.X. (2023)

Dom  Alberto Taveira Corrêa foi concelebrante da ordenação episcopal de:
- Geraldo Vieira Gusmão (1998)
- Miguel Ângelo Freitas Ribeiro (2001)
- José Moreira da Silva (2009)
- Giovane Pereira de Melo (2009)
- Vital Corbellini (2012)
- José Maria Chaves dos Reis (2013)
- Marcos Antônio Tavoni (2014)
- Adolfo Zon Pereira, S.X. (2014)
- Evaristo Pascoal Spengler, O.F.M. (2016)
- Raimundo Possidônio Carrera da Mata (2022)